# Farrer Herschell, 1:e baron Herschell

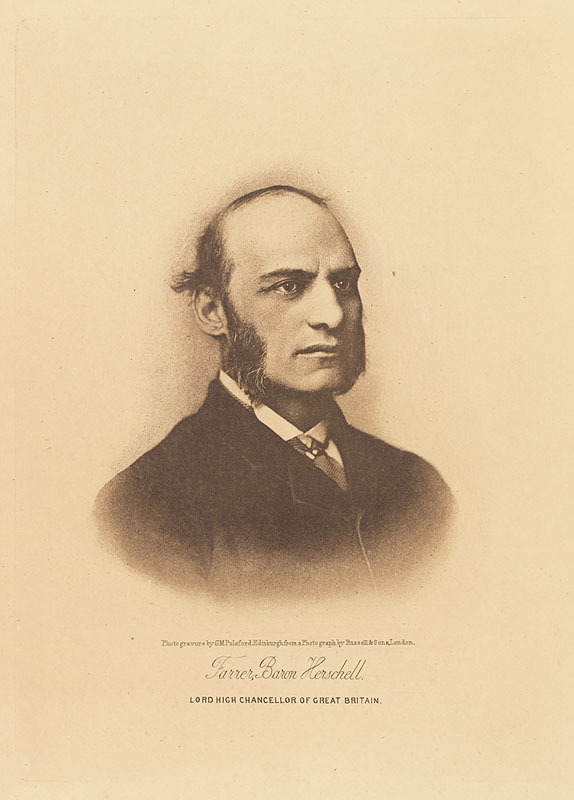
Farrer Herschell, 1:e baron Herschell.

Farrer Herschell, 1:e baron Herschell, född den 2 november 1837, död den 1 mars 1899, var en brittisk rättslärd.
Herschell blev 1860 praktiserande advokat och 1872 Queen's Counsel. Han satt 1874–1885 i underhuset och tillhörde där Gladstones trognaste anhängare inom det liberala partiet. Herschell blev 1880 generaladvokat (solicitor general) i Gladstones ministär och erhöll samtidigt knightvärdighet, avgick med Gladstone i juni 1885 och var, upphöjd till baron Herschell, lordkansler i dennes tredje (februari–juli 1886) och fjärde (augusti 1892–mars 1894) samt i Roseberys ministär (mars 1894–juni 1895). År 1898 utsågs Herschell till medlem av en brittisk-amerikansk skiljedomstol (rörande gränsen mellan Kanada och Förenta staterna med mera); mitt under dess förhandlingar i Washington avled han till följd av ett olycksfall. Herschell räknades som en av den engelska domarkårens skarpsinnigaste medlemmar.